# Shut Up (singel Black Eyed Peas)
Shut Up – singiel amerykańskiej grupy muzycznej Black Eyed Peas, pochodzący z jej trzeciego albumu studyjnego Elephunk. 8 września 2003 został wydany jako drugi singel promujący tę płytę.
„Shut Up” odniósł ogromny sukces na listach przebojów. Dotarł do pierwszego miejsca w trzynastu krajach europejskich tj. Australia, Austria, Belgia, Czechy, Francja, Niemcy, Irlandia, Włochy, Nowa Zelandia, Norwegia, Rumunia, Szwecja i Szwajcaria. Singiel osiągnął także drugą pozycję w Danii, Holandii i w Wielkiej Brytanii i dotarł do piątego miejsca na Węgrzech. Pod koniec 2004 został sklasyfikowany jako drugi najlepiej sprzedający się singiel w Europie wg Eurochart Hot 100, na którym piosenka uplasowała się na pierwszym miejscu.
W sierpniu 2014 był to 47. najlepiej sprzedający się singiel XXI wieku we Francji, z 400 tysiącami sprzedanych egzemplarzy w tym kraju. W Niemczech jest to drugi najlepiej sprzedający się singiel zespołu (który zdobył platynową płytę za sprzedaż 300 tys. kopii), zaraz za „I Gotta Feeling” z albumu The E.N.D (2009). W tym kraju utwór przebywał pięć tygodni z rzędu na pierwszym miejscu, stając się jednocześnie najdłużej notowanym singlem Black Eyed Peas na niemieckiej liście.
W Stanach Zjednoczonych singiel nie odniósł sukcesu. Nie był notowany na liście Billboard Hot 100, mimo że dotarł do trzydziestego miejsca na Mainstream Top 40 w listopadzie 2003.

## Lista utworów

### US 12" Vinyl
(AMRR-11025-1; Wydany: 2003)
Side A
1. "Shut Up" (LP) – 05:10
2. "Shut Up" (Radio Edit) – 3:46
3. "Shut Up" (Instrumental) – 5:09
4. "Shut Up" (Acapella) – 4:55

Side B
1. "Shut Up" (Knee Deep Remix) – 4:23
2. "Shut Up" (Knee Deep Remix Instrumental) – 4:21
3. "Shut Up" (Knee Deep Acapella Remix) – 4:20

### EUR CD
(0602498145012; Wydany: 2003)
1. "Shut Up" – 5:12
2. "Tell Your Mama Come" (Live From House Of Blues, Chicago) – 02:51
3. "Karma" (Live From House Of Blues, Chicago) – 3:03

(0602498145029; Wydany: 2003)
1. "Shut Up" – 5:12
2. "Tell Your Mama Come" (Live From House Of Blues, Chicago) – 02:51

### UK CD
(9814501; Wydany: 2004)
1. "Shut Up" – 5:12
2. "Tell Your Mama Come" (Live From House Of Blues, Chicago) – 02:52
3. "Karma" (Live From House Of Blues, Chicago) – 3:03
4. "Shut Up" (Video) – 4:24

### UK 12 "Vinyl
(9814587; Wydany: 2004)
Side A
1. "Shut Up" – 5:12

Side B
1. "Tell Your Mama Come" (Live From House Of Blues, Chicago) – 2:51
2. "Karma" (Live From House Of Blues, Chicago) – 3:03

### UK Promo CD
(AUTO 01; Wydany: 2004)
1. "Shut Up" (Radio Edit) – 3:46
2. "Shut Up" (Instrumental) – 5:09